# Larinia teiraensis
Larinia teiraensis är en spindelart som beskrevs av Biswas 2007. Larinia teiraensis ingår i släktet Larinia och familjen hjulspindlar. Inga underarter finns listade i Catalogue of Life.